# チョコチョコボンボン
『チョコチョコボンボン』は、集英社の「月刊Vジャンプ」に連載されていた、スクウェア（現スクウェア・エニックス）のスーパーファミコン用ソフト『ファイナルファンタジーV』の前史を書いたギャグ漫画。作者は菊池晃弘。元々はFF研究室というコーナーに連載されていたが、好評で「緊急増刊ファイナルファンタジーVI」などにも掲載され、描き下ろしとFF情報をミックスし単行本化された。

## 概要
基本的に『ファイナルファンタジーV (FFV) 』のオープニングまでの冒険を描いたバッツとボコの物語だが、連載中に発売された『ファイナルファンタジーVI』と『ファイナルファンタジーVII』の宣伝もかねており、双方のキャラクターが入り乱れた世界になっている。『FFV』でバッツの仲間となるファリスが登場するが、バッツとは出会わないなど『FFV』の物語に繋がるようになっている。連載はバッツが隕石の落下を見つける場面で幕を閉じた。

## 登場人物
バッツ
父の遺言で、チョコボと世界を見て回る旅をしている青年。テンションが高く、いつもボコのボケにツッコミを入れている。竜騎士にジョブチェンジ可能（服を着替えているだけ）。
ボコ
バッツのパートナーのチョコボ。天真爛漫で無邪気なボケ役だが、原作と比較すると少し嫌らしく、たくましい性格をしている。物凄く速く走れるが燃費はあまりよくない。
マタタビッチ
ゲイラキャットをベースにしたライバルキャラクター。当初は料理屋の店主として登場し、バッツとボコをお腹いっぱいにして眠りにつかせた後、料理して食べるつもりだったが失敗する。以後も幾度となく登場しては二人にしてやられている。
ファリス
海賊の女船長。漂流したボコを助けたが、バッツには出会わなかった。
セリス将軍
『FFVI』のガストラ帝国のルーンナイト。この時点では帝国に忠実な兵士としてバッツたちを取り締まる。趣味はカラオケ。
マッシュ
『FFVI』の旅の格闘家。山で修行中のところ、たまたまバッツたちを助けた。兄エドガーの名を聞いて驚くが、モンスターの群れに取り残された。
エドガー
『FFVI』のフィガロ国王。常に笑顔でバッツを振り回すほど明るい性格をしており、原作と比べるとかなり陽気。
シャドウ
『FFVI』の暗殺者（アサシン）。原作と比較して非常にテンションが高い。
ガウ
『FFVI』の野生児。
ウーマロ
『FFVI』の雪男。骨で作ったマシンでFF1レースに出場するが、骨では走れなかった。
ゴゴ
『FFVI』のものまねし。車のものまねをした。
モグ
『FFVI』のモーグリ。ゴゴに乗ってFF1レースに出場した。
セッツァー
『FFVI』のギャンブラー。バッツたちにブラックジャック号の修理代として、借金の返済を迫る。
クラウド
『FFVII』の元ソルジャー。「興味ないね」とバッツたちに関わってこなかった。
ティファ
『FFVII』のセブンスヘブンを経営する女性。ボコにバンダナをくれた。
バレット
『FFVII』のテロ組織アバランチのリーダー。バッツたちに厳しくあたった。